# Zoneverdediging
Zoneverdediging is een vorm van verdedigen die wordt gebruikt bij sporten zoals voetbal en hockey.
Bij zoneverdediging krijgt elke verdedigende sporter een vast gebied op de eigen speelhelft toegewezen. Zodra de spelers van de tegenpartij in deze zone verschijnen, probeert de verdediger in te grijpen om de aanvallende actie te verstoren of af te breken. In tegenstelling tot het systeem van mandekking houdt de zoneverdediger dus geen vaste tegenspeler onder controle.